# Parco naturale della barriera corallina di Apo
Il Parco naturale della barriera corallina di Apo (in lingua inglese: Apo Reef Natural Park) è un'area naturale protetta situata nella parte centrale delle Filippine nella regione del Mimaropa. Il parco venne istituito il 6 settembre 1996 con decreto No. 868, s. 1996 dell'allora presidente delle Filippine Fidel V. Ramos e occupa una superficie di 15 792 ettari all'intorno della quale è stata ricavata un'area di rispetto di 11 677 ettari.
Il parco si estende a 33 chilometri al largo della costa della municipalità di Sablayan nella Provincia di Mindoro Occidentale ed è uno dei quattro parchi naturali e una delle ventitré aree protette della Regione IV-b delle Filippine: comprende, prendendone la denominazione, l'isola di Apo, la più grande delle tre isole che formano la barriera corallina, l'isola di Apo Menor e l'isola di Cayos del Bajo.
La barriera corallina di Apo è, con i suoi 34 km² di superficie, la seconda più estesa del mondo e la più grande delle Filippine ed è candidata dal 2006 per diventare sito dei patrimoni dell'umanità dell'UNESCO.

## Flora
Sull'isola di Apo, la maggiore delle tre isole che compongono l'area protetta, il parco ospita dieci ettari di foreste di mangrovie: in particolare sono presenti specie dei generi Rhizophora e Sonneratia che popolano l'area della laguna centrale dell'isola.

## Fauna
Nell'area del parco sono state censite 385 specie di pesci appartenenti ad 85 famiglie differenti. Tra di essi vi sono diverse specie di pesci damigella, labridi, pesci farfalla, cernie, gobidi, pesci angelo, bavose, pesci pappagallo, pesci cardinale, lutianidi, pesci balestra, pesci fucilieri, pesci coniglio, pesci scoiattolo, carangidi, pastinache e mante. Sono inoltre presenti lo squalo pinna bianca, lo squalo pinna nera, lo squalo martello, lo squalo grigio e lo squalo balena.
Tra i vertebrati si annoverano inoltre 6 specie di rettili, tra cui la tartaruga verde (Chelonia mydas) e la tartaruga embricata (Eretmochelys imbricata), e sette specie di mammiferi marini, tra cui il tursiope (Tursiops truncatus), la stenella dal lungo rostro (Stenella longirostris), il grampo (Grampus griseus) e il globicefalo di Gray (Globicephala macrorhynchus).
La barriera ospita oltre 190 specie di madrepore differenti e sette specie di coralli molli.
La fauna invertebrata include inoltre numerose specie di stelle marine, oloturie, ricci di mare, crinoidi, ascidie, stelle serpentine, spugne; tra i molluschi si annoverano polpi, calamari, nudibranchi e diverse specie dei generi Charonia, Conus, Cypraea, Strombus, Tridacna e Trochus.

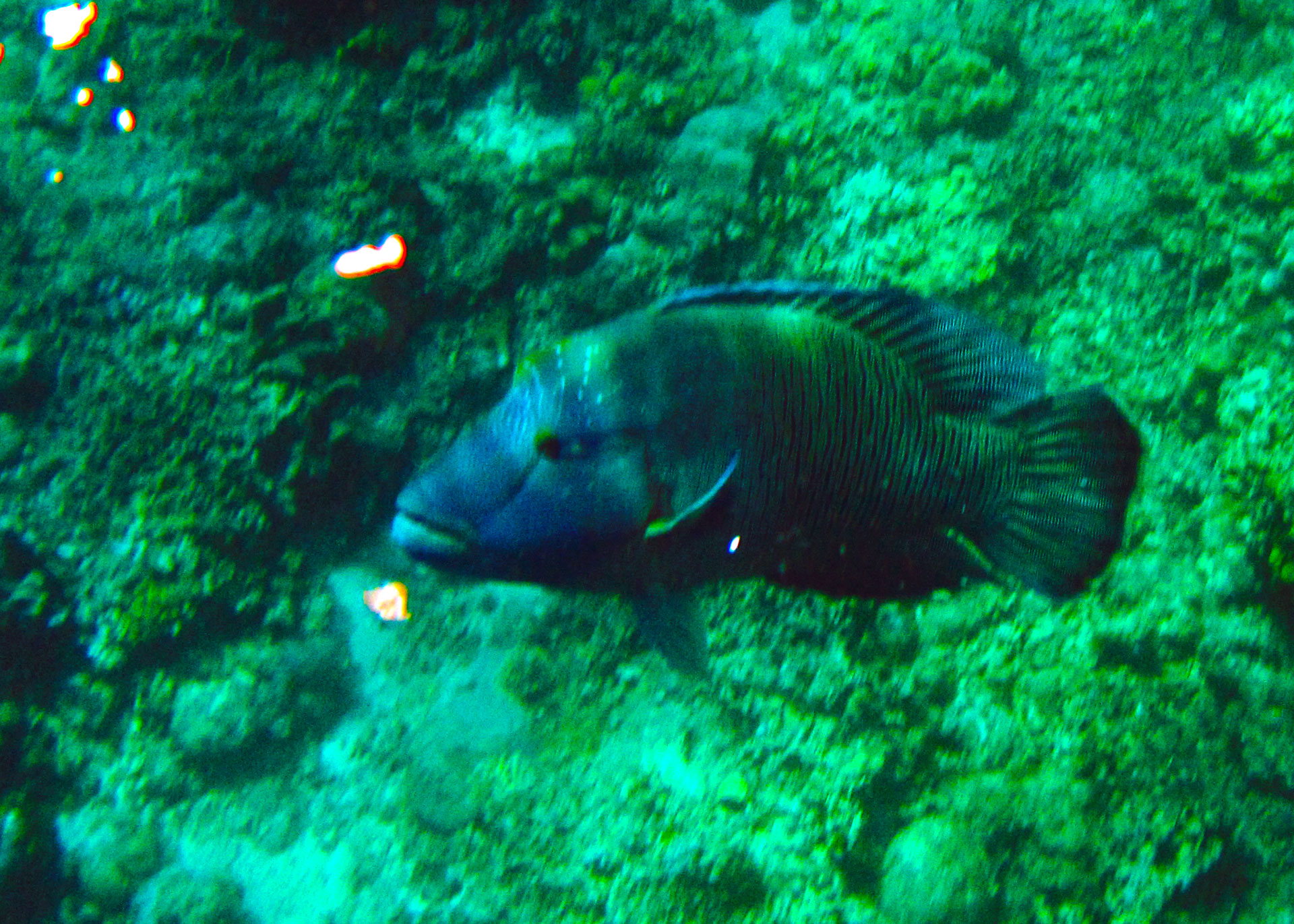
Cheilinus undulatus
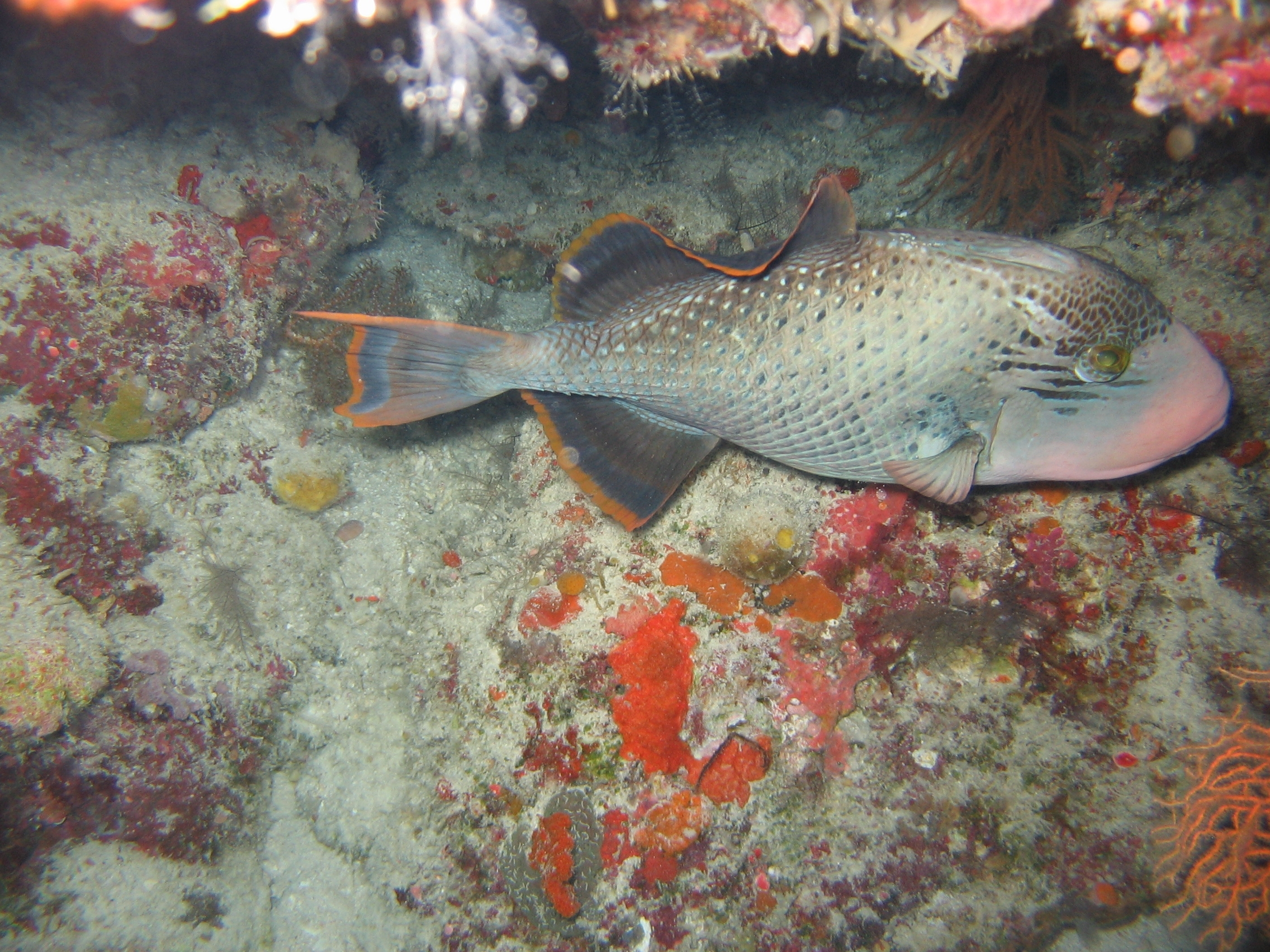
Pseudobalistes flavimarginatus
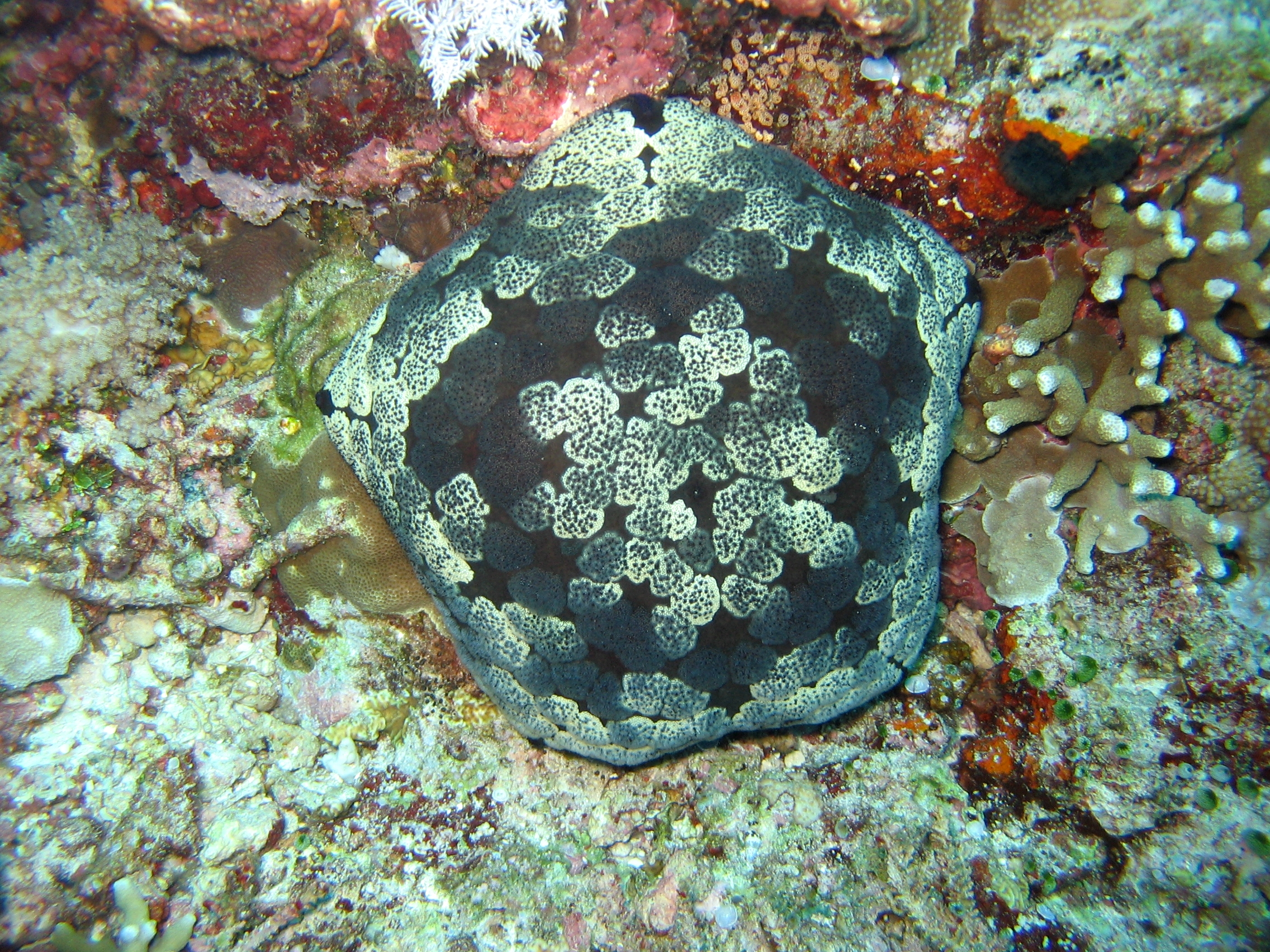
Culcita novaeguineae
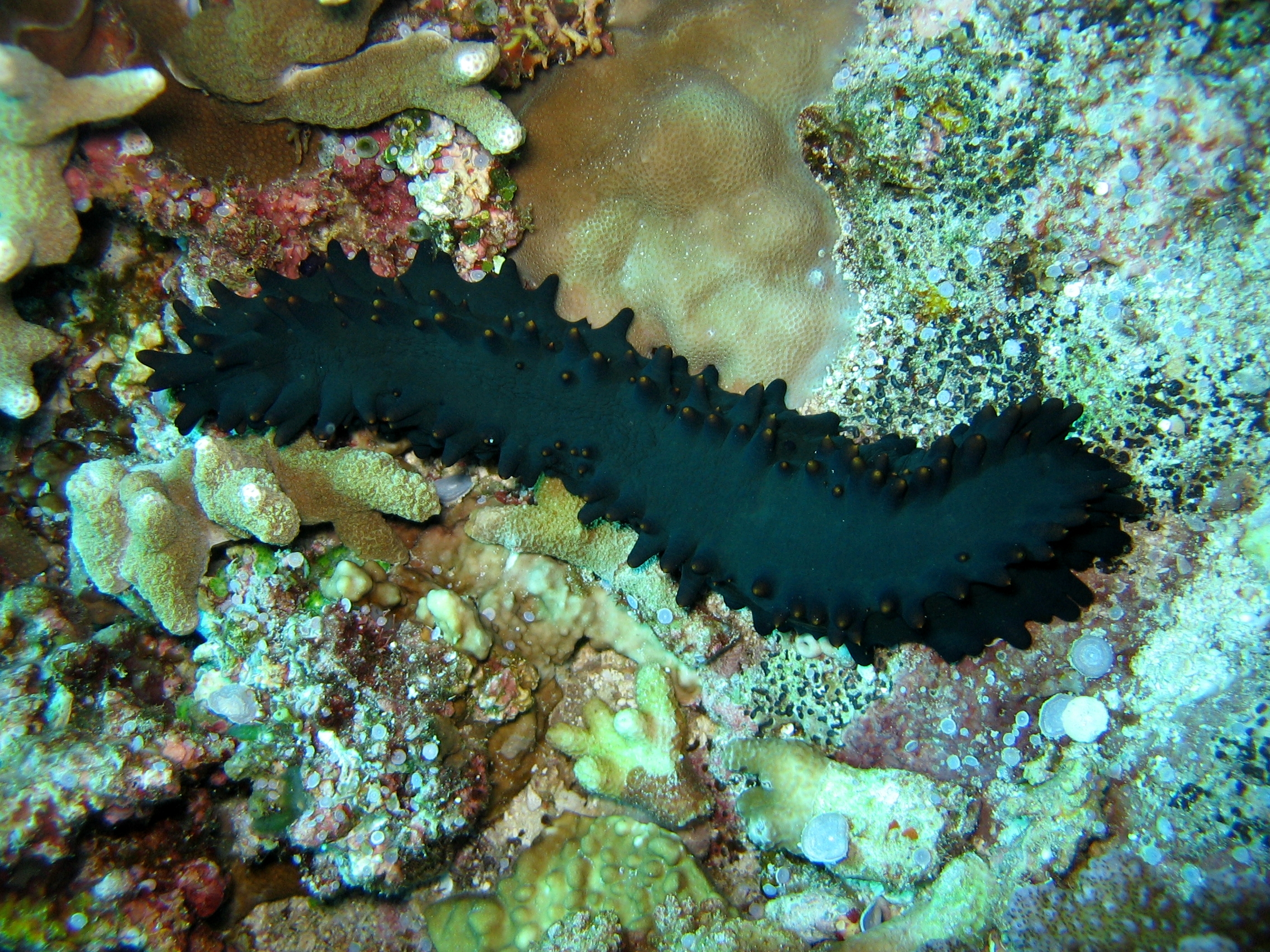
Stichopus chloronotus
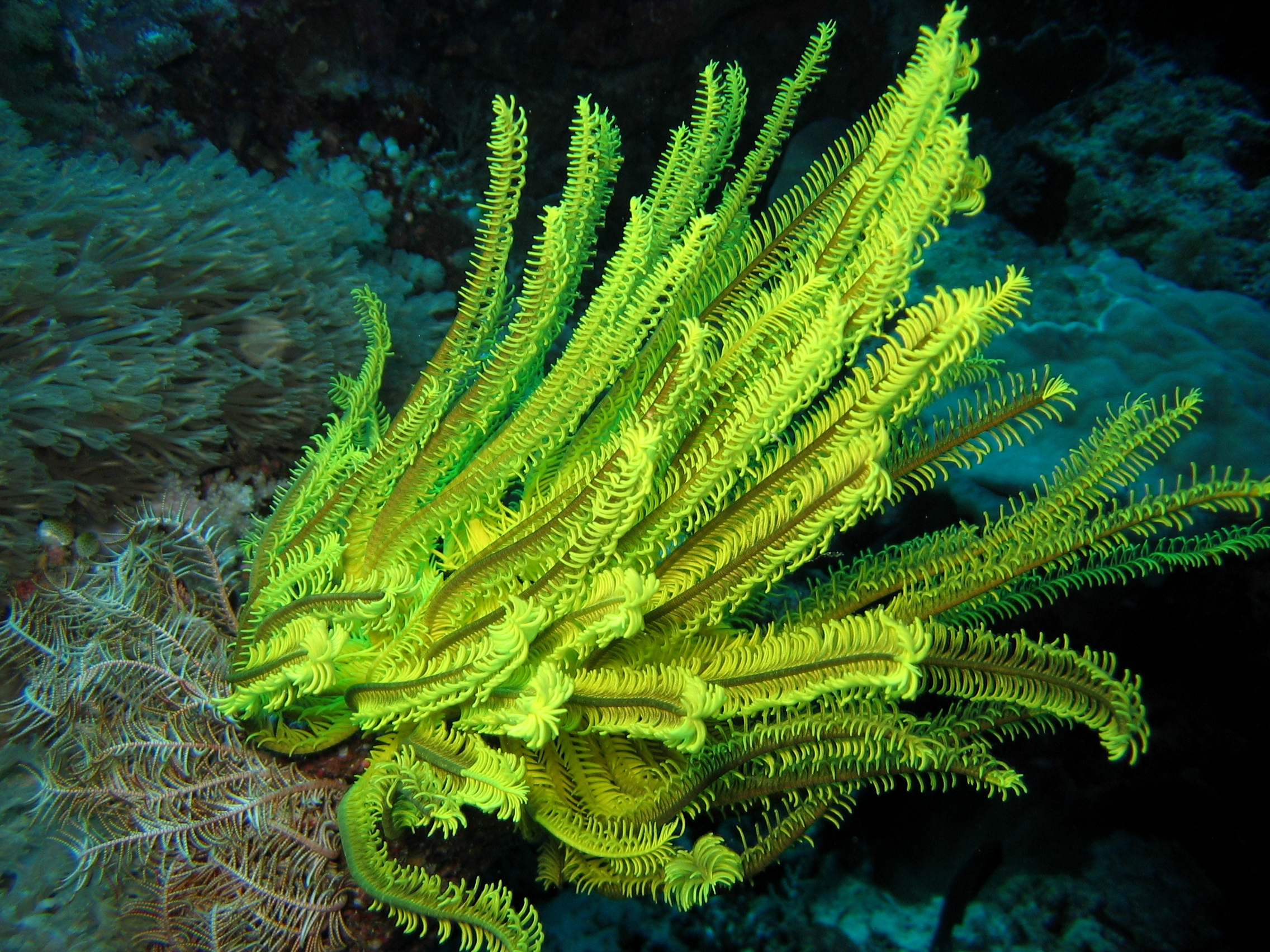
Comatulida sp.
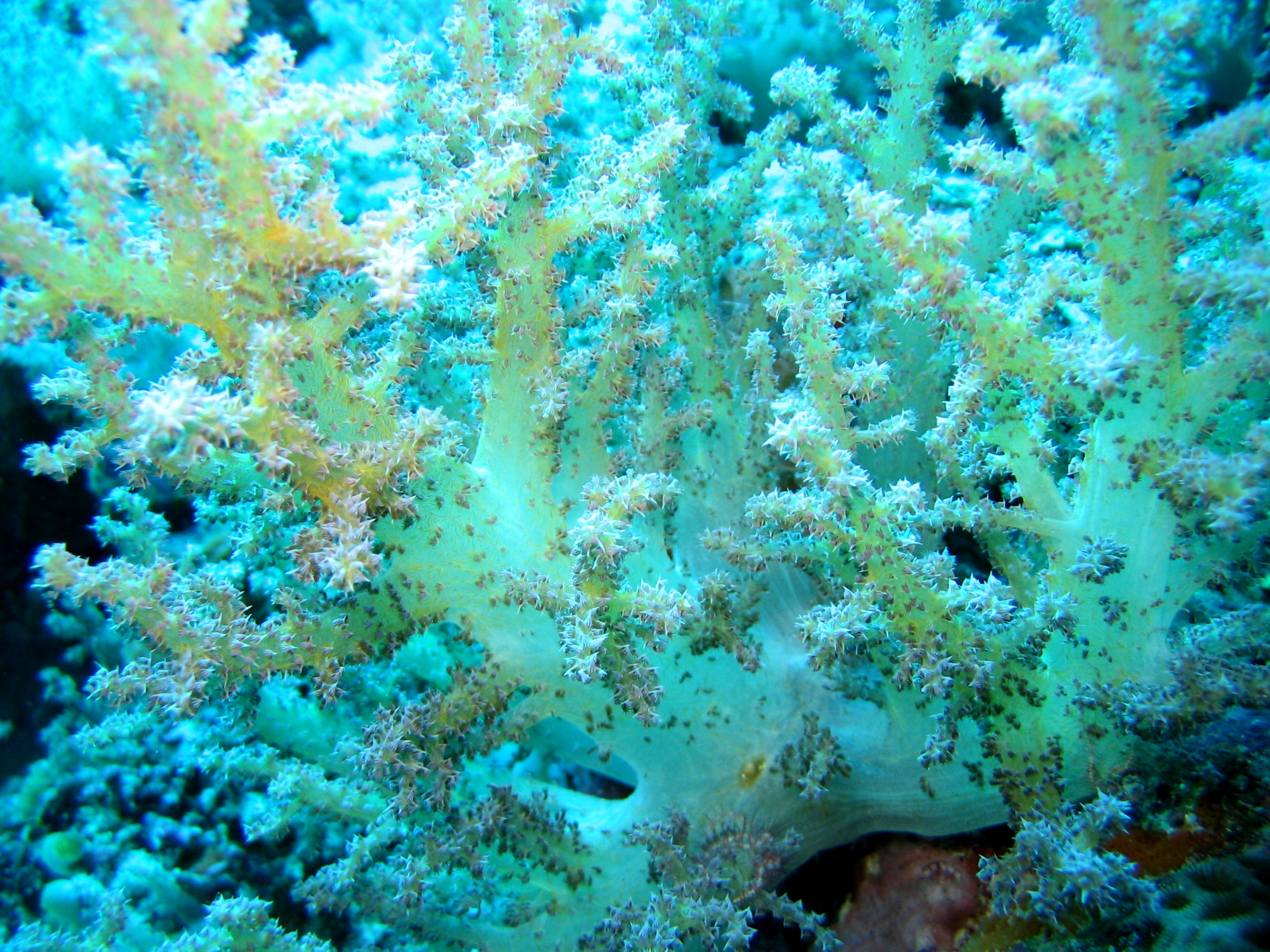
Nephtheidae sp.